# U-568
Unterseeboot 568 foi um submarino alemão do Tipo VIIC, pertencente a Kriegsmarine que atuou durante a Segunda Guerra Mundial.

## Comandantes
| Comandante            | Data                                   |
| --------------------- | -------------------------------------- |
| Kptlt. Joachim Preuss | 1 de maio de 1941 - 29 de maio de 1942 |

## Subordinação
Durante o seu tempo de serviço, esteve subordinado às seguintes flotilhas:
| Período                                      | Flotilha                                   |
| -------------------------------------------- | ------------------------------------------ |
| 1 de maio de 1941 - 1 de agosto de 1941      | 3. Unterseebootsflottille (treinamento)    |
| 1 de agosto de 1941 - 31 de dezembro de 1941 | 3. Unterseebootsflottille (serviço ativo)  |
| 1 de janeiro de 1942 - 29 de maio de 1942    | 29. Unterseebootsflottille (serviço ativo) |

## Operações conjuntas de ataque
O U-568 participou das seguinte operações de ataque combinado durante a sua carreira:
- Rudeltaktik Grönland (10 de agosto de 1941 - 23 de agosto de 1941)
- Rudeltaktik Kurfürst (23 de agosto de 1941 - 2 de setembro de 1941)
- Rudeltaktik Seewolf (2 de setembro de 1941 - 8 de setembro de 1941)
- Rudeltaktik Reissewolf (21 de outubro de 1941 - 31 de outubro de 1941)